# Luisa Margherita di Prussia
Luisa Margherita di Prussia (Potsdam, 25 luglio 1860 – Westminster, 14 luglio 1917), nacque come Principessa di Prussia per poi diventare la moglie del principe Arturo, duca di Connaught, Governatore generale del Canada, dal 1911 al 1916.

## Biografia

### Giovinezza
Luisa Margherita nacque nel Palazzo di Marmo, a Potsdam, figlia di Federico Carlo di Prussia e di Maria Anna di Anhalt; da parte di padre discendeva da Federico Guglielmo III di Prussia, infatti era seconda cugina del Kaiser Guglielmo II, e dallo Zar Paolo I di Russia. La madre era invece la figlia del Duca di Anhalt e pronipote di Federico Guglielmo II di Prussia. Aveva tre sorelle, Maria, Elisabetta Anna e Anna Vittoria, morta a soli due mesi, ed un fratello, Federico Leopoldo.
Il matrimonio tra i genitori fu infelice, soprattutto perché il padre Federico Carlo pretendeva dalla moglie un figlio maschio. Apparentemente grazie al re Guglielmo I, la coppia reale non si separò.

### Matrimonio

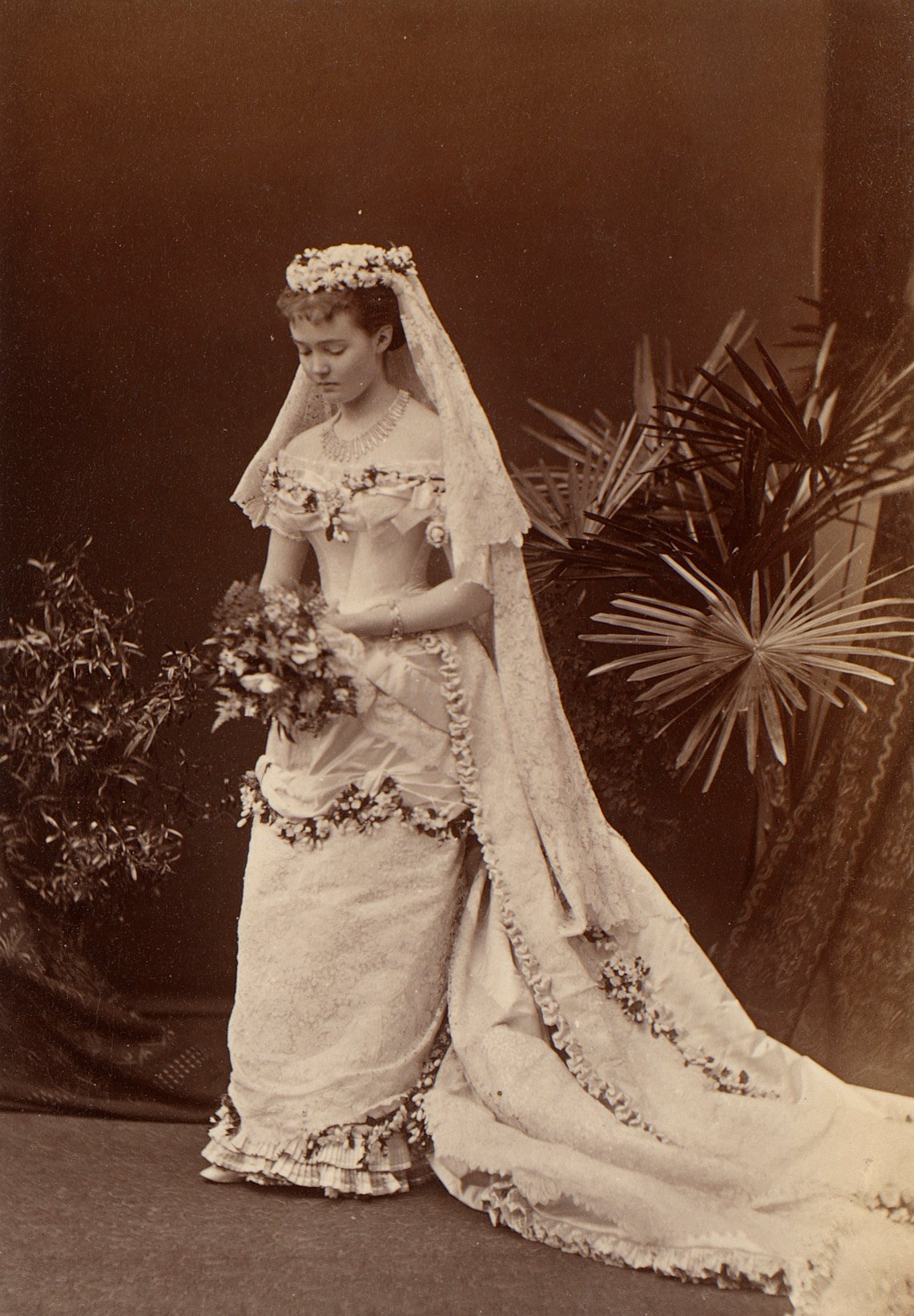
Luisa Margherita in abito da sposa nel giorno delle sue nozze, nel 1879.

Il 13 marzo 1879 Luisa sposò Arturo, duca di Connaught, nella Cappella di San Giorgio, a Windsor; lo sposo era il terzo figlio maschio della regina Vittoria e del principe Alberto di Sassonia-Coburgo-Gotha. Con le nozze, Luisa Margherita divenne Sua Altezza Reale, la Duchessa di Connaught.
La coppia ebbe tre figli:
- Margherita (1882 - 1920), principessa ereditaria di Svezia
- Arturo (1883 - 1938), principe del Regno Unito

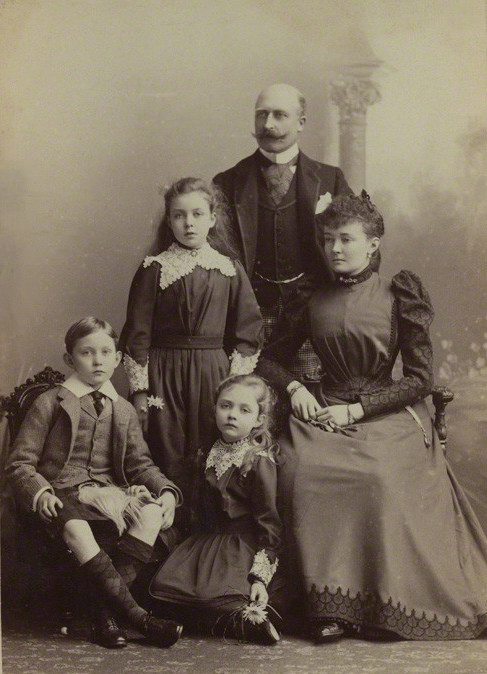
Luisa Margherita ed Arturo di Connaught assieme ai figli.

- Luisa Margherita ed Arturo di Connaught assieme ai figli.Patricia (1886 - 1974), lady Patricia Ramsay

### Anni successivi
Durante i primi venti anni di matrimonio, Luisa accompagnò il marito nei suoi vari ruoli istituzionali; nel 1911 il principe Arturo fu nominato Governatore Generale del Canada, trasferendosi nella Rideau Hall, ad Ottawa. Con lo scoppio della Prima guerra mondiale, Luisa rimase in America dove però di occupava della Croce rossa e di altre organizzazioni.

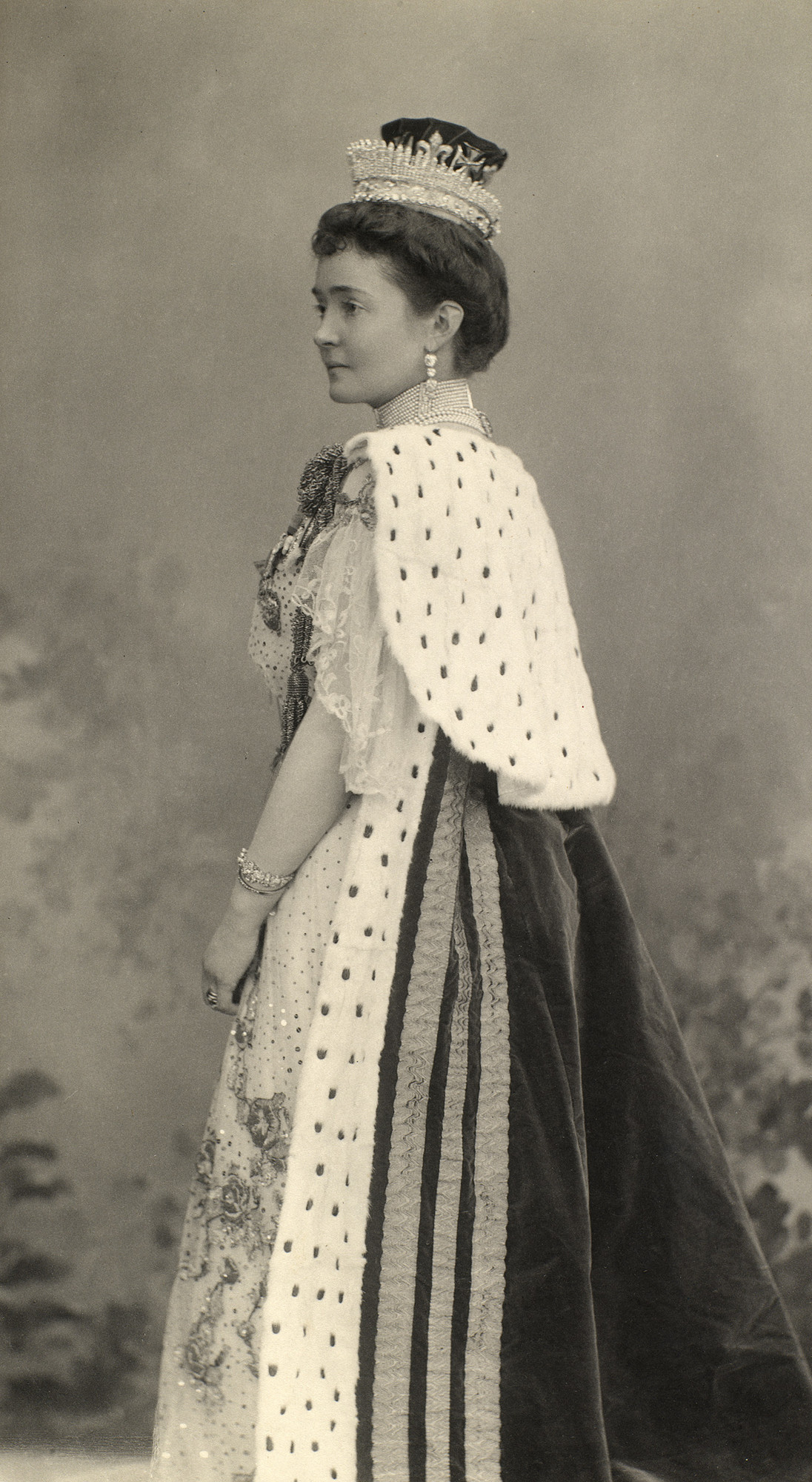
Luisa Margherita nelle vesti per l'incoronazione di Edoardo VII.

Nel 1916, dopo cinque anni in Canada, Arturo e Luisa Margherita partirono per l'Inghilterra, ritornando a Clarence House, loro residenza londinese.

### Morte
Luisa Margherita morì il 14 marzo 1917 a Londra, a causa della bronchite dovuta dall'epidemia d'influenza spagnola; venne sepolta nel memoriale di Frogmore, divenendo il primo membro della famiglia reale britannica ad essere cremato, anche se all'epoca la procedura di seppellire le ceneri in un'urna non era ancora nota. La sua urna è stata trasportata in una bara normale durante le cerimonie funebri. 
Le sue ceneri sono state poi sepolte al Burial Ground Reale, Frogmore. Il marito Arturo di Connaught morì nel 1942, quasi dopo 25 anni dalla morte della moglie.

## Titoli e trattamento
- 25 luglio 1860 - 13 marzo 1879; Sua Altezza Reale, la Principessa Luisa Margherita di Prussia
- 13 marzo 1879 - 14 marzo 1917; Sua Altezza Reale, la Duchessa di Connaught e Strathearn

## Ascendenza
|                                   |                           |                                            | Genitori                                  |  |  | Nonni |  |  | Bisnonni                          |  |  | Trisnonni                        |  |
|                                   |                           |                                            |                                           |  |  |       |  |  | Federico Guglielmo III di Prussia |  |  | Federico Guglielmo II di Prussia |  |
|                                   |                           |                                            |                                           |  |  |       |  |  | Federico Guglielmo III di Prussia |  |  | Federico Guglielmo II di Prussia |  |
|                                   |                           | Federica Luisa d'Assia-Darmstadt           |                                           |  |  |       |  |  | Federico Guglielmo III di Prussia |  |  |                                  |  |
| Carlo di Prussia                  |                           |                                            |                                           |  |  |       |  |  | Federico Guglielmo III di Prussia |  |  |                                  |  |
|                                   |                           | Luisa di Meclemburgo-Strelitz              | Carlo II di Meclemburgo-Strelitz          |  |  |       |  |  |                                   |  |  |                                  |  |
|                                   |                           | Luisa di Meclemburgo-Strelitz              | Carlo II di Meclemburgo-Strelitz          |  |  |       |  |  |                                   |  |  |                                  |  |
|                                   |                           | Luisa di Meclemburgo-Strelitz              | Federica d'Assia-Darmstadt                |  |  |       |  |  |                                   |  |  |                                  |  |
| Federico Carlo di Prussia         |                           | Luisa di Meclemburgo-Strelitz              |                                           |  |  |       |  |  |                                   |  |  |                                  |  |
|                                   |                           | Carlo Federico di Sassonia-Weimar-Eisenach | Carlo Augusto di Sassonia-Weimar-Eisenach |  |  |       |  |  |                                   |  |  |                                  |  |
|                                   |                           | Carlo Federico di Sassonia-Weimar-Eisenach | Carlo Augusto di Sassonia-Weimar-Eisenach |  |  |       |  |  |                                   |  |  |                                  |  |
|                                   |                           | Carlo Federico di Sassonia-Weimar-Eisenach | Luisa Augusta d'Assia-Darmstadt           |  |  |       |  |  |                                   |  |  |                                  |  |
| Maria di Sassonia-Weimar-Eisenach |                           | Carlo Federico di Sassonia-Weimar-Eisenach |                                           |  |  |       |  |  |                                   |  |  |                                  |  |
|                                   |                           | Marija Pavlovna Romanova                   | Paolo I di Russia                         |  |  |       |  |  |                                   |  |  |                                  |  |
|                                   |                           | Marija Pavlovna Romanova                   | Paolo I di Russia                         |  |  |       |  |  |                                   |  |  |                                  |  |
|                                   |                           | Marija Pavlovna Romanova                   | Sofia Dorotea di Württemberg              |  |  |       |  |  |                                   |  |  |                                  |  |
| Luisa Margherita di Prussia       |                           | Marija Pavlovna Romanova                   |                                           |  |  |       |  |  |                                   |  |  |                                  |  |
|                                   | Federico di Anhalt-Dessau | Leopoldo III di Anhalt-Dessau              |                                           |  |  |       |  |  |                                   |  |  |                                  |  |
|                                   | Federico di Anhalt-Dessau | Leopoldo III di Anhalt-Dessau              |                                           |  |  |       |  |  |                                   |  |  |                                  |  |
|                                   | Federico di Anhalt-Dessau | Luisa di Brandeburgo-Schwedt               |                                           |  |  |       |  |  |                                   |  |  |                                  |  |
| Leopoldo IV di Anhalt-Dessau      | Federico di Anhalt-Dessau |                                            |                                           |  |  |       |  |  |                                   |  |  |                                  |  |
|                                   |                           | Amalia d'Assia-Homburg                     | Federico V d'Assia-Homburg                |  |  |       |  |  |                                   |  |  |                                  |  |
|                                   |                           | Amalia d'Assia-Homburg                     | Federico V d'Assia-Homburg                |  |  |       |  |  |                                   |  |  |                                  |  |
|                                   |                           | Amalia d'Assia-Homburg                     | Carolina d'Assia-Darmstadt                |  |  |       |  |  |                                   |  |  |                                  |  |
| Maria Anna di Anhalt              |                           | Amalia d'Assia-Homburg                     |                                           |  |  |       |  |  |                                   |  |  |                                  |  |
|                                   |                           | Luigi Carlo di Prussia                     | Federico Guglielmo II di Prussia          |  |  |       |  |  |                                   |  |  |                                  |  |
|                                   |                           | Luigi Carlo di Prussia                     | Federico Guglielmo II di Prussia          |  |  |       |  |  |                                   |  |  |                                  |  |
|                                   |                           | Luigi Carlo di Prussia                     | Federica Luisa d'Assia-Darmstadt          |  |  |       |  |  |                                   |  |  |                                  |  |
| Federica di Prussia               |                           | Luigi Carlo di Prussia                     |                                           |  |  |       |  |  |                                   |  |  |                                  |  |
|                                   |                           | Federica di Meclemburgo-Strelitz           | Carlo II di Meclemburgo-Strelitz          |  |  |       |  |  |                                   |  |  |                                  |  |
|                                   |                           | Federica di Meclemburgo-Strelitz           | Carlo II di Meclemburgo-Strelitz          |  |  |       |  |  |                                   |  |  |                                  |  |
|                                   |                           | Federica di Meclemburgo-Strelitz           | Federica d'Assia-Darmstadt                |  |  |       |  |  |                                   |  |  |                                  |  |
|                                   |                           | Federica di Meclemburgo-Strelitz           |                                           |  |  |       |  |  |                                   |  |  |                                  |  |